# Brocchinie
Brocchinie (Brocchinia) je rod rostlin z čeledi broméliovité (Bromeliaceae). Všechny druhy jsou endemity Guyanské vysočiny v Jižní Americe. Některé druhy náleží mezi masožravé rostliny.

## Popis
Brocchinie jsou bromélie rostoucí na zemi, na skalách i jako epifyty. Jsou mezi nimi velmi drobné i rozměrné druhy. Nejmenší druh měří i s květenstvím 5 cm, zatímco největší (Brocchinia micrantha) až 8 metrů. Listy jsou v růžici, která je buď přízemní nebo na vrcholu stonku. Pochvy listů jsou obvykle velké, hnědočerné a lesklé. Ve středu listové růžice se u mnohých druhů zachycuje voda. Čepele listů jsou celokrajné.
Květenství jsou složená nebo řidčeji jednoduché hrozny. Listeny jsou nenápadné. Květy jsou drobné, přisedlé nebo stopkaté. Kališní i korunní lístky jsou volné. Koruna je bílá nebo zelenavá, výjimečně oranžová nebo žlutá. Nitky tyčinek jsou přirostlé ke kališním a korunním lístkům. Semeník je spodní nebo polospodní, zřídka svrchní, s málo vajíčky. Plodem je septicidní tobolka, pouze u některých zástupců tobolka za zralosti nepravidelně pukající.

## Rozšíření
Rod zahrnuje 19 druhů a vyskytuje se pouze v oblasti Guyanské vysočiny. Nejvíce (celkem 16) druhů se zastoupeno ve Venezuele, dále se rod vyskytuje ve východní Kolumbii, v Guyaně a severní Brazílii.
V Guyanské vysočině brocchinie dominují na mnohých horských stanovištích, charakteristickou složku vegetace tvoří zejména na vrcholcích stolových hor.

## Ekologické interakce
Brocchinie vyvinuly řadu způsobů jak ve velmi chudém prostředí získat živiny. U některých druhů (Brocchinia reducta a B. tatei) byla prokázána masožravost. Druh B. acuminata je myrmekofilní. U některých populací B. tatei byla prokázána symbióza s dusík vázajícími kyanobakteriemi. Ve středu růžic některých druhů se zachycuje voda spolu s organickým materiálem a je zdrojem živin.

### Masožravost
Pasivní lov kořisti a vstřebávání živin byly prokázány zejména u druhu Brocchinia reducta. Trubicovité kompaktní růžice této bromélie naplněné tekutinou připomínají pasti jiných masožravých rostlin, např. heliamfor. Hmyz je lákán světle zbarvenými žlutozelenými listy a nasládlým pachem. Na vnitřní straně růžice je kluzký voskový povlak. Tekutina uvnitř růžice je silně kyselá.